# Quarto
Quarto – miejscowość i gmina we Włoszech, w regionie Kampania, w prowincji Neapol.
Według danych na rok 2004 gminę zamieszkiwały 35 434 osoby, 2531 os./km².